# Герб Батятичів
Герб Батятичів — офіційний символ села Батятичі Львівської області, затверджений 17 листопада 2017 року сесією Батятицької сільської ради.
Автор — А. Гречило.

## Опис
У золотому полі скошені навхрест два чорні смолоскипи з червоним полум'ям, у синій главі золотий розширений хрест, обабіч якого по такій же бджолі.

## Зміст
Два смолоскипи з полум'ям уособлюють боротьбу, бойові традиції, хрест є символом духовності, а бджоли означають працьовитість, розвинуте в давнину бортництво та бджолярство. Золото вказує на щедрість і добробут.